# Чижовский сельсовет (Загорский район)
Чижовский сельсовет — упразднённая административно-территориальная единица, существовавшая на территории Московской губернии и Московской области до 1939 года.
Чижовский сельсовет был образован в первые годы советской власти. По состоянию на 1922 год он входил в состав Ерёминской волости Сергиевского уезда Московской губернии.
В 1925 году Чижовский и Селивановский с/с были объединены в Антоновский с/с.
В 1926 году Антоновский с/с был переименован в Чижовский.
По данным 1926 года в состав сельсовета входили 7 населённых пунктов — Чижово, Адамово, Антоново, Марьино, Опарино, Паюсово, Селиваново, а также 5 хуторов, 1 мельница и 1 фабрика.
В 1929 году Чижовский с/с был отнесён к Сергиевскому (с 1930 года — Загорскому) району Московского округа Московской области.
17 июля 1939 года Чижовский с/с был упразднён, а его территория в полном составе передана Марьинскому с/с.